# پل ادواردز (بازیکن فوتبال، زاده ۱۹۴۷)
پل ادواردز (انگلیسی: Paul Edwards؛ زادهٔ ۷ اکتبر ۱۹۴۷) بازیکن فوتبال اهل بریتانیا است.
از باشگاه‌هایی که در آن بازی کرده‌است می‌توان به باشگاه فوتبال منچستر یونایتد، باشگاه فوتبال استوک‌پورت کانتی، و باشگاه فوتبال اولدهام اتلتیک اشاره کرد.